# Förborgade Ord

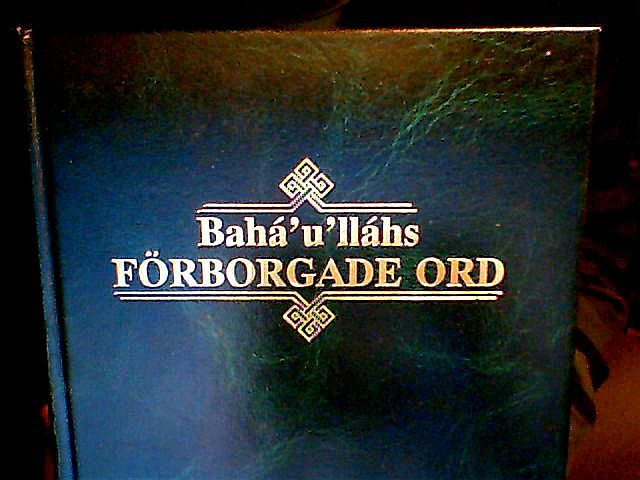
Förborgade Ord

Förborgade Ord, även känd som Bahá'u'lláhs Förborgade Ord (Kalimát-i-Maknúnih – کلمات مکنونه) är en av bahá'í-trons heliga skrifter. Boken skrevs av bahá'í-trons grundare Bahá'u'lláh år 1858 i Bagdad, som då tillhörde det Osmanska riket. Förborgade Ord består av 71 arabiska och 82 persiska verser, i vilka Gud av de bahá'í-troende anses tala direkt till mänskligheten genom Bahá'u'lláhs penna. Ett av de större teman som Förborgade Ord tar upp är människans förmåga att frigöra sig från materialismen och att vinna den inre striden mot sig själv. Den anses vara den av Bahá'u'lláhs böcker som i störst utsträckning riktar sig till alla människor, oberoende av tro.

## Bakgrund
Den ledande bábíern Bahá'u'lláh, som uthärdat fyra månader av tortyr i det underjordiska fängelset Síyáh-Chálet och fråntagits alla sina tillgångar, blev tillsammans med sin familj landsförvisad från Iran i januari 1853. Han avböjde en inbjudan från Ryssland om att få bosätta sig där, och flyttade i stället till Bagdad (som då låg i det Osmanska riket) eftersom det fanns många bábí-flyktingar som levde där i relativ säkerhet.
Bahá'u'lláh tillbringade åren 1854 och 1855 i ensam bergen i irakiska Kurdistan, där han bl.a. kämpade med Gud om att dels få undslippa sitt öde att ta ansvar för resterna av den babíska församlingen efter Bábs martyrdöd och ta strid om ledarskapet med sin yngre halvbror, dels att undgå att bli en Uppenbarare av Guds vilja – något han känt varit i antågande sedan fängelsetiden i Teheran 1852.
År 1856 återvände den 38-årige Bahá'u'lláh, besegrad av Gud, från sin undangömda uppehållsort efter att ha blivit uppsökt och övertalad att komma tillbaka. Hans ryktbarhet hade vuxit under hans frånvaro och var större än någonsin. Babíer och andra människor strömmade till Bagdad för att se honom och lyssna till hans lära. Såväl judar och kristna som zoroastrier och muslimer blev intresserade av det nya budskapet. Men de flesta bland de muslimskt lärda intog dock en fientlig hållning.
Dittills hade Bahá'u'lláh endast skrivit ett antal mystiska dikter. Under tiden i Irak skrev han emellertid tre av sina mest centrala verk. De mystiska Förborgade Ord – som består av ett hundratal verser som alla är direkta budskap från Gud – och den närmast sufiska Sju Dalar (engelska: "The Seven Valleys and the Four Valleys"), var båda färdiga 1858. Sju Dalar anses ha skrivits redan 1857. Den tredje viktiga boken under åren i Irak var "Visshetens Bok" Kitáb-i-Íqán, färdig 1862, som presenterar Baha'i-tron och reder ut begreppen profetvärdighet och Gudsmanifestationer. 
Förborgade Ord hade i början namnet "Fatimihs förborgade ord" därför att Bahá'u'lláh menade att verserna tidigare uppenbarats för Muhammeds dotter Fatimih på 600-talet. Texten översattes till engelska 1923 av Shoghi Effendi. Bahá'u'lláhs son 'Abdu'l-Bahá har berättat om bokens tillkomst:
| ” | Bahá'u'lláh tog sig ofta en promenad längs Tigris strand. Han brukade komma tillbaka och se mycket lycklig ut och skriva ned dessa lyriska pärlor av visa råd, som har skänkt hjäljp och bot till tusentals värkande och bekymrade hjärtan. ('Abdu'l-Bahá citerad i John Esslemonts bok "Bahá'u'lláh och Den Nya Tidsåldern". | „ |

## Förborgade Ords struktur och handling
Förborgade Ord är skriven på arabiska och persiska, de språk Bahá'u'lláh behärskade, som en samling av korta utsagor – 71 på arabiska och 82 på persiska. Bahá'u'lláh hävdade att Gud uppenbarat dem för honom detta vis och i den exakta ordalydelse som han skrivit ned dem. 'Abdu'l-Bahá har kallat sin fars Förborgade Ord för "en skatt av gudomliga mysterier" och hävdat att daglig läsning och meditation över stroferna med tiden leder till att "Guds mysteriers dörrar skall öppnas".
Varje kort vers i Förborgade Ord börjar med ett "anrop", av vilka många repeteras i flera verser. "O, Andens son", "O, människoson" och "O, Varandets son" hör till de vanligaste versinledningarna i den arabiska delen. Den persiska delen har fler unika inledningar som till exempel "O, Lidelsens innersta väsen", "O, Ni som yvs över förgänglig rikedom" och "O, Inbillningens barn".
Redan i Förborgade Ord, som är ett av Bahá'u'lláhs tidigaste verk, fastställs vissa av de centrala trossatserna och verklighetsuppfattningarna som är utmärkande för den religion som på 1860-talet började kallas för Bahá'í. Sålunda fastslås redan i början av boken att Gud befinner sig utanför tiden och de dimensioner som begränsar människans värld. Varje människas själ tillhör Guds rike, medan kroppen i övrigt tillhör den materiella världen. Bland alla djur som tillkommit genom Guds skapade kraft fann Gud att han älskade människan (eller det som skulle bli människan) mest. Sammantaget med andra skrifter beskriver Bahá'u'lláh en Gud som lade därför en del av sig själv i varje människa, vilket gjorde henne andligt medveten och förmögen att skapa religioner, kulturer och civilisationer.
Ett av flera bud som måste åtlydas är förbudet mot att baktala andra, ett annat är lagen om att en människa måste arbeta bara hon kan och att arbetet ska vara ett bidrag till mänskligheten och samhället och inte det omvända, ett parasiterande på medmänniskor och samhälle. En av de "sanningar" som slås fast är att människan ska vara nöjd med hur Gud skapat henne eftersom hon, om hon söker, finner sina speciella anlag och slumrande möjligheter i sitt inre.

## Exempel
Den arabiska delen av Förborgade Ord inleds med förklaringen till varför Gud har skapat mänskligheten:
| ” | 3. O, MÄNNISKOSON! Dold i Mitt uråldriga varande och i Mitt väsens urgamla tidlöshet var Jag medveten om Min kärlek till dig - därför skapade Jag dig, inpräglade Min avbild på dig och uppenbarade för dig Min skönhet. 4. O, MÄNNISKOSON! Jag älskade skapandet av dig, därför skapade Jag dig. Älska Mig därför, så att Jag må nämna dig vid namn och fylla din själ med livets ande.". | „ |

Den persiska delen innehåller mycket av uppmaningar och varningar:
| ” | 5. O, STOFTETS SON! Sannerligen säger Jag dig! Av alla människor är den mest försumlig, som hängiver sig åt gagnlösa dispyter och söker förhäva sig över sin broder. Säg, o, bröder! Låt gärningar, ej ord, bliva eder prydnad. 20. O, NI SOM LIGGER SOM DÖDA PÅ LIKGILTIGHETENS LÄGER! Tidevarv har svunnit hän och edra dyrbara liv är nära nog tillända, dock har ej en enda fläkt av renhet från eder nått Vårt hov av helighet. Fastän försänkta i ett hav av vantro bekänner ni eder med läpparna till den enda sanna tron på Gud. Den Jag avskyr har ni skänkt eder kärlek, och Min fiende har ni gjort till vän. Icke dess mindre vandrar ni på Min jord, självgoda och självbelåtna, obekymrade om att Min jord är utled på eder och att allt däri skyr eder. Ville ni blott öppna ögonen, skulle ni sannerligen välja en myriad av sorger framför denna glädje, och hålla döden själv för något bättre än detta liv. 63. O, NI VÄRLDENS FOLK! Ni skall sannerligen veta att en oförutsedd katastrof följer eder, och smärtsam vedergällning väntar eder. Tro inte att de gärningar ni begått har utplånats från Min åsyn. Vid Min skönhet! Alla edra gärningar har av Min penna inristats med tydliga tecken på skrifttavlor av krysolit.". | „ |

Förborgade Ord har jämförts med Saligprisningarna inom kristendomen och med psalmerna i den hebreiska bibeln Torah, men även med mystiska verk inom den kristna gnosticismen och med den judiska Kabbalas Zohar. Bahá'u'lláhs bok har också likheter med Islams Hadith Qudsi, som också innehåller korta utsagor präglade av djup andlig mystik och som muslimerna rankar högt.
Den svenska översättningen av Förborgade Ord har 52 sidor. På baksidan står att Bahá'u'lláhs Förborgade Ord står som ett tecken på Guds seger och på uppfyllelsen av Hans urgamla syfte med mänsklighetens skapelse.  